# Região Norte (Portugal)
Die Region Norte (portugiesisch Região do Norte) ist eine Region im Norden Portugals mit 3.588.701 Einwohnern im Jahr 2021 und ist damit die bevölkerungsreichste Region des Landes. Mit einer Bevölkerungsdichte von 173,4 Einwohnern pro km2 und einer Gesamtfläche von 21.284 km2 ist sie die drittgrößte Region des Landes.
Sie ist eine der sieben Regionen Portugals, die aus 1.426 Gemeinden besteht, 86 Kreise umfasst und in die folgenden acht Subregionen unterteilt ist: Alto Minho, Alto Tâmega, Metropolregion Porto, Ave, Cávado, Douro, Tâmega e Sousa und Terras de Trás-os-Montes.
Die Comissão de Coordenação e Desenvolvimento Regional do Norte (CCDR-N) ist die Behörde, die die Umweltpolitik, die Raumplanung, die Städte und die allgemeine Entwicklung dieser Region koordiniert und die lokalen Regierungen und Verbände unterstützt.
Der Norden Portugals ist eine kulturell vielfältige Region. Es ist ein Land mit dichter Vegetation und tiefem historischem und kulturellem Reichtum. Die heutige Region Norte wurde zunächst von verschiedenen vorkeltischen und keltischen Stämmen bewohnt, bevor sie von verschiedenen Völkern wie Griechen, Karthagern, Römern, Germanen, Mauren und Wikingern besucht, angegriffen und erobert wurde.

## Geschichte

### Antike
Das Gebiet des heutigen Nordportugals war ursprünglich von Völkern besiedelt, die sich im Paläolithikum lokal entwickelten und die Felskunst des Côa-Tals hervorbrachten. Die Kelten sind das Volk, das Mitte 500 v. Chr. aus Mitteleuropa in diese Gebiete einwanderte und eine Kultur entwickelte, die als „Castreja“-Kultur bekannt ist. Sie waren in gens organisiert, einer Art Familienclan, der die Stämme, obwohl jeder von ihnen autonom war, in einer Art Föderation verband. Diese soziale Organisation und ihre natürliche Kriegslust ermöglichten es diesem Volk, den römischen Invasoren hartnäckigen Widerstand zu leisten. Das Gebiet südlich des Flusses Douro bis zum Meer, Galicien, war als Gallaecia Bracarense bekannt, die gleichnamige römische Provinz umfasste auch Gallaecia Lucense und Gallaecia Asturicense. Die Suevi gründeten das Gallicense Regnum, dessen Hauptstadt Bracara Braga war, das Galicien umfasste und in seiner größten Ausdehnung den Fluss Tejo als Grenze hatte; die Westgoten eroberten dieses Königreich 580 politisch, genossen jedoch eine große Autonomie innerhalb des westgotischen Halbinselgebiets. Nach der Invasion der Mauren wurden die an die Mauren verlorenen Gebiete rasch zurückerobert (750) und dem Königreich Galicien einverleibt. Die Grafschaft Portugal oder Condado Portucalense wurde nach der Rückeroberung von Porto durch Vímara Peres im Jahr 868 als Teil dieses Königreichs gegründet.

### Bildung und Konsolidierung des Königreichs
Obwohl die Existenz der Siedlung an der Mündung des Douro während der Römerzeit bestätigt ist, gilt dies nicht für ihre genaue Lage; die suevische Pfarrei São Martinho de Dume, die von Pierre David nach ihrer Identifizierung durch Professor Avelino de Jesus da Costa untersucht wurde, verweist Jahrhunderte später auf eine Siedlung, die sie als Portvcale Castrvm Antiqvvm am linken Ufer und eine andere, die Portvcale Castrvm Novvvm, am rechten Ufer bezeichnet.
Während der Herrschaft der Sueben war Portucale Schauplatz mehrerer Ereignisse, darunter die Gefangennahme von Requiário während der Invasion Theoderichs (457), der Aufstand seines Statthalters Agiulfo, der sich zum König ausrufen lassen wollte und hingerichtet wurde, und die letzte Schlacht (585) von Andeca, dem letzten Suebenkönig, der von Leovigildo besiegt wurde.
Zur Zeit der muslimischen Invasion auf der Iberischen Halbinsel war Portucale bereits seit der zweiten Hälfte des 6. Jahrhunderts Sitz des Bistums Portucalense in der Provinz Galécia, dessen Metropolit der Bischof von Braga war. Nach der Invasion überlebte die Diözese nicht und wurde erst nach der Rückeroberung von Porto im Jahr 868 wiederhergestellt[13].
Portugal wurde mit König Afonso I. aus dem Norden Portugals als unabhängiges Königreich konstituiert, und während seiner Herrschaft wurde ein Großteil des Territoriums mit Unterstützung der kämpferischen Bevölkerung des Nordens erobert. Die portugiesische Sprache entwickelte sich in diesem Gebiet und hat heute spezifische moderne Dialekte (die nordportugiesischen Dialekte), die sich dann mit der Ausdehnung des portugiesischen Königreichs nach Süden ausbreiteten, insbesondere nach der Ära Afonso Henriques. In der Folgezeit verbreitete sich die Sprache in den eroberten Ländern und später, mit den portugiesischen Entdeckungen, in Brasilien, Afrika und anderen Teilen der Welt.

## Geografie
Nordportugal ist ein gebirgiges Gebiet. Zu den Gipfeln, die als Serras bekannt sind, gehören die Serra do Gerês (1 544 m), Peneda (1 416 m), Marão (1 415 m) und Soajo (1 415 m), von denen einige Naturparks bilden: der Nationalpark Peneda-Gerês, der Naturpark Montesinho und der Naturpark Alvão.
Die Küste, auch Costa Verde genannt, ist ein flacher Landstreifen, der von Sandstränden und Hügeln umgeben ist, von denen der größte die Küstenebene zwischen den Flüssen Cávado und Ave ist. Das Gebiet ist bekannt für die langen, malerischen Sanddünen, die sich während der kleinen Eiszeit gebildet haben und von denen ein Teil im Naturpark der Nordküste geschützt ist.
Die Flüsse Minho, Lima, Neiva, Cávado, Ave und Douro sind die wichtigsten Flüsse, die in den Atlantik münden. Im Landesinneren ist der Tâmega ein wichtiger Nebenfluss, der in den Douro mündet. Der Douro ist der bedeutendste Fluss und einer der wichtigsten Flüsse auf der Iberischen Halbinsel. Der Fluss Minho bildet die nordwestliche Grenze zwischen Portugal und Spanien und ist der zweitwichtigste Fluss.

### Klima
In der Region herrscht ein mildes mediterranes Sommerklima (Csb) an der Küste und ein heißes mediterranes Sommerklima (Csa) im Douro-Tal. Der Nordwesten Portugals hat gemäßigte Sommer und milde Winter, die vom Atlantischen Ozean beeinflusst werden, und die tägliche Temperaturschwankung erreicht selten 10 °C, während das Landesinnere im Nordosten Portugals heiße Sommer und lange kalte Winter hat, also kontinentale Merkmale, und die tägliche Temperaturschwankung kann 20 °C erreichen.
Die Niederschläge sind sehr unregelmäßig, da die Topografie und die Entfernung zum Meer die Niederschlagsmengen selbst bei kurzen Entfernungen stark beeinflussen. Die bergigen Gebiete im Landesinneren im Nordwesten um die Gipfel von Peneda, Gerês und Marão sind die niederschlagsreichsten im ganzen Land. Das Douro-Tal hingegen gehört zu den trockensten Gebieten Portugals. Zu den regenreichen Städten gehören Vila Real, Braga und an der Küste Viana do Castelo. Die Küste neigt zu schlechtem Wetter, hoher Sonneneinstrahlung und geringen Niederschlägen in einem Streifen vom Cabo Santo André bis zum Stadtgebiet von Porto.

## Demografie

### Bevölkerung
Im Jahr 2021 verzeichnete die Region Norte, nach den Volkszählungen, 3.588.701 Einwohner, was 34,6 % der Wohnbevölkerung Portugals entspricht. Sie umfasst acht Subregionen, die aus 86 Kreise bestehen und auf 1.426 Gemeinden verteilt sind. Das Bevölkerungszentrum der Region ist die Metropolregion Porto mit über 1,7 Mio. Einwohnern und einer Bevölkerungsdichte von 844 Einwohnern pro km2, die bevölkerungsreichste Subregion und die Subregion mit der höchsten Bevölkerungsdichte in der Region Norte.
| Jahr        | 2001      | 2008      | 2009      | 2010      | 2011      | 2012      | 2013      | 2014      | 2015      | 2016      | 2017      | 2018      | 2019      | 2020      | 2021      |
| ----------- | --------- | --------- | --------- | --------- | --------- | --------- | --------- | --------- | --------- | --------- | --------- | --------- | --------- | --------- | --------- |
| Bevölkerung | 3.696.333 | 3.712.554 | 3.705.980 | 3.693.585 | 3.687.224 | 3.666.234 | 3.644.195 | 3.621.785 | 3.603.778 | 3.584.575 | 3.576.205 | 3.572.583 | 3.575.338 | 3.566.374 | 3.588.701 |

Die Bevölkerung der Region Norte ist seit 2020 um 0,6 % gestiegen, das sind etwa 22.000 Einwohner mehr als im Jahr 2020, als die Bevölkerung auf 3.566.374 Einwohner geschätzt wurde. Im Vergleich zur Volkszählung 2011, bei der 3.689.682 Einwohner gezählt wurden, ist die Bevölkerung der Region um 2,7 % zurückgegangen. Aufgrund der Finanzkrise verzeichnete die Region zwischen 2009 und 2018 einen negativen Saldo, der von 3.712.554 Einwohnern im Jahr 2009 auf 3.572.583 Einwohner im Jahr 2018 sank, was einem Rückgang von 3,9 % der Bevölkerung in neun Jahren entspricht. Ab 2018 hat sich die Einwohnerzahl in der Region stabilisiert und liegt bei 3,57 Millionen Einwohnern.

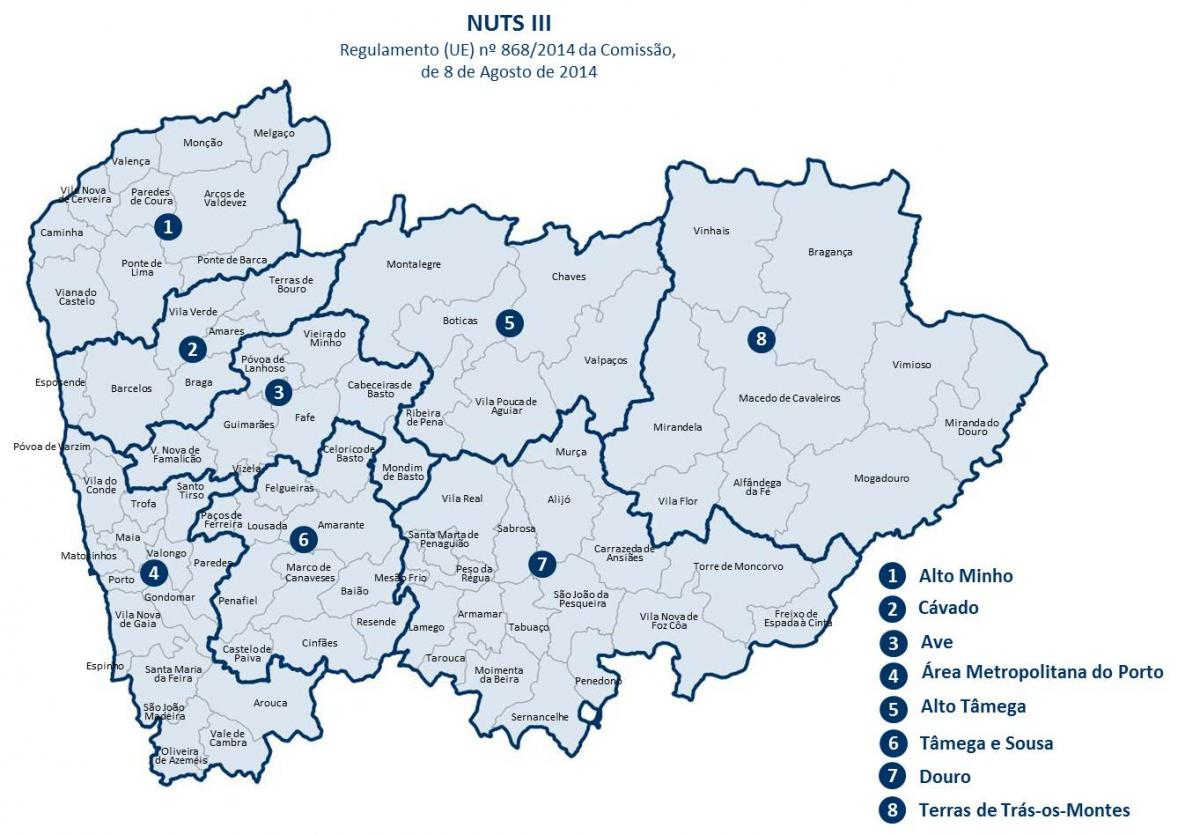
Subregionen der Region Norte

### Subregionen
Die Region Norte besteht aus acht Subregionen, die als NUTS 3 klassifiziert werden. Die Metropolregion Porto ist mit mehr als 1,7 Millionen Einwohnern die bevölkerungsreichste Subregion der Region und nach der Metropolregion Lissabon die zweitbevölkerungsreichste Subregion des Landes, gefolgt von Cávado mit 438.000 Einwohnern und Ave mit 418.000 Einwohnern. Terras de Trás-os-Montes mit 107.000 Einwohnern und Alto Tâmega mit 84.000 Einwohnern sind die am dünnsten besiedelten Subregionen der Region.

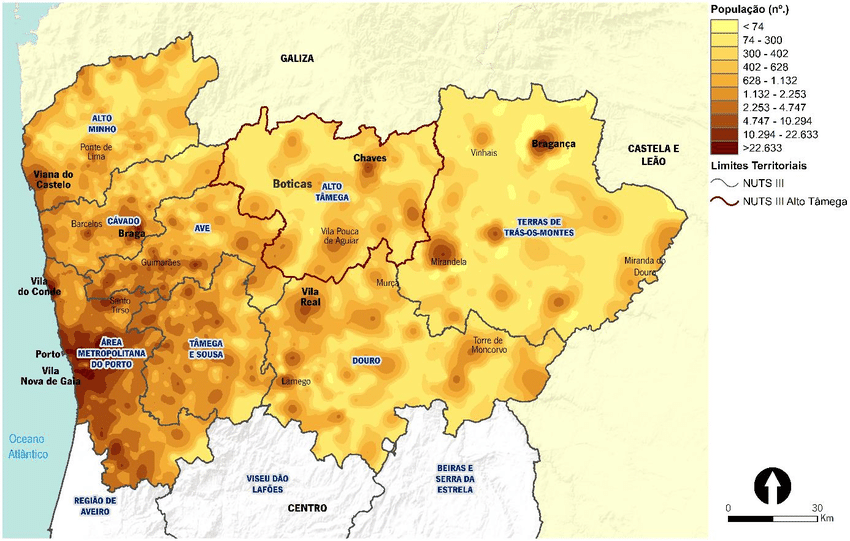
Bevölkerungsdichte der Region Norte

Die folgenden acht Subregionen bilden die Region Norte:
- Alto Tâmega
- Alto Minho
- Área Metropolitana do Porto
- Ave
- Cávado
- Douro
- Tâmega e Sousa
- Terras de Trás-os-Montes

Die Metropolregion Porto mit über 800 Einwohnern pro km2, Cávado mit über 350 Einwohnern pro km2 und Ave mit fast 300 Einwohnern pro km2 sind die Subregionen mit der höchsten Bevölkerungsdichte, in denen ein Großteil der regionalen Industrie und die größten städtischen Zentren der Region wie Porto und Vila Nova de Gaia, Braga, Vila Nova de Famalicão oder Guimarães konzentriert sind.
| Position        | Subregion                   | Kreise | Gemeinden | Bevölkerung (2021) | Bevölkerungs- dichte pro km2 | Fläche (km2) |
| --------------- | --------------------------- | ------ | --------- | ------------------ | ---------------------------- | ------------ |
| 1°              | Área Metropolitana do Porto | 10     | 208       | 1.737.395          | 844                          | 2.040        |
| 2°              | Cávado                      | 6      | 118       | 438.466            | 352                          | 1.246        |
| 3°              | Ave                         | 8      | 168       | 418.531            | 288                          | 1.451        |
| 4°              | Tâmega e Sousa              | 6      | 170       | 408.675            | 223                          | 1.831        |
| 5°              | Alto Minho                  | 19     | 217       | 231.488            | 104                          | 2.218        |
| 6°              | Douro                       | 17     | 173       | 184.043            | 46                           | 4.031        |
| 7°              | Terras de Trás-os-Montes    | 11     | 177       | 107.293            | 19                           | 5.543        |
| 8°              | Alto Tâmega                 | 9      | 195       | 84.330             | 29                           | 2.921        |
| Região do Norte | Região do Norte             | 86     | 1.426     | 3.588.701          | 173                          | 21.284       |

### Kreise
Die Region Norte besteht aus 86 Gemeinden (Municípios), wobei Vila Nova de Gaia mit über 300.000 Einwohnern die bevölkerungsreichste Kreis der Region ist, gefolgt von dem Kreis Porto mit über 230.000 Einwohnern, der Kreis Braga mit knapp über 190.000 Einwohnern, der Kreis Matosinhos mit über 170.000 Einwohnern und der Kreis Gondomar mit über 160.000 Einwohnern.
Von den zwanzig bevölkerungsreichsten Kreise der Region Norte liegen zwölf in der Metropolregion Porto, drei in der Subregion Tâmega e Sousa, zwei in der Subregion Cávado, zwei in der Subregion Ave und ein Kreis in der Subregion Alto Minho. In den zwanzig Kreisen leben mehr als 2,4 Millionen Einwohner. Was die Bevölkerungsdichte betrifft, so hat der Kreis Porto mit 5.600 Einwohnern pro km2 die höchste Bevölkerungsdichte aller zwanzig Kreise der Region, gefolgt von dem Kreis Matosinhos mit 2.766 Einwohnern pro km2, dem Kreis Vila Nova de Gaia mit 1.805 Einwohnern pro km2, dem Kreis Maia mit 1.626 Einwohnern pro km2 und dem Kreis Valongo mit 1.261 Einwohnern pro km2.
| Position | Kreis                  | Bevölkerung (2021) | Bevölkerungs- dichte pro km2 | Fläche (km2) | Subregion            |
| -------- | ---------------------- | ------------------ | ---------------------------- | ------------ | -------------------- |
| 1°       | Vila Nova de Gaia      | 304.149            | 1.805                        | 168,46       | Metropolregion Porto |
| 2°       | Porto                  | 231.962            | 5.600                        | 41,42        | Metropolregion Porto |
| 3°       | Braga                  | 193.333            | 1.054                        | 183,4        | Cávado               |
| 4°       | Matosinhos             | 172.669            | 2.766                        | 62,42        | Metropolregion Porto |
| 5°       | Gondomar               | 164.255            | 1.245                        | 131,86       | Metropolregion Porto |
| 6°       | Guimarães              | 156.852            | 651                          | 240,95       | Ave                  |
| 7°       | Santa Maria da Feira   | 136.720            | 640                          | 213,45       | Metropolregion Porto |
| 8°       | Maia                   | 134.959            | 1.626                        | 82,99        | Metropolregion Porto |
| 9°       | Vila Nova de Famalicão | 133.590            | 662                          | 201,59       | Ave                  |
| 10°      | Barcelos               | 116.777            | 308                          | 378,9        | Cávado               |
| 11°      | Valongo                | 94.795             | 1.261                        | 75,12        | Metropolregion Porto |
| 12°      | Viana do Castelo       | 85.864             | 268                          | 319,02       | Alto Minho           |
| 13°      | Paredes                | 84.414             | 538                          | 156,76       | Metropolregion Porto |
| 14°      | Vila do Conde          | 80.921             | 543                          | 149,03       | Metropolregion Porto |
| 15°      | Penafiel               | 69.687             | 328                          | 212,24       | Tâmega e Sousa       |
| 16°      | Santo Tirso            | 67.785             | 496                          | 136,60       | Metropolregion Porto |
| 17°      | Oliveira de Azeméis    | 66.212             | 411                          | 161,10       | Metropolregion Porto |
| 18°      | Póvoa de Varzim        | 64.320             | 782                          | 82,21        | Metropolregion Porto |
| 19°      | Felgueiras             | 55.883             | 501                          | 115,74       | Tâmega e Sousa       |
| 20°      | Paços de Ferreira      | 55.623             | 783                          | 70,99        | Tâmega e Sousa       |

### Städte
Die Region Norte hat 54 offizielle Städte, von denen 27 in der Metropolregion Porto liegen, gefolgt von der Subregion Tâmega e Sousa mit sieben Städten, die Subregion Douro mit fünf Städten, die Subregion Terras de Trás-os-Montes und Ave mit jeweils vier Städten, die Subregion Cávado mit drei Städten und die Subregion Alto Minho und Alto Tâmega mit jeweils zwei Städten.
Die größte Stadt der Region ist Porto mit über 237.000 Einwohnern und einer Bevölkerungsdichte von 5.165 Einwohnern pro km2, gefolgt von Vila Nova de Gaia mit über 186.000 Einwohnern und einer Bevölkerungsdichte von 3.351 km2, die Stadt Braga mit mehr als 144.000 Einwohnern und einer Bevölkerungsdichte von 2.351 Einwohnern pro km2, die Stadt Gondomar mit mehr als 69.000 Einwohnern und einer Bevölkerungsdichte von 1.797 Einwohnern pro km2 und die Stadt Rio Tinto mit mehr als 65.000 Einwohnern und einer Bevölkerungsdichte von 4.353 Einwohnern pro km2.
Von den zwanzig größten Städten der Region befinden sich 14 in der Metropolregion Porto, zwei Städte in der Subregion Ave und eine Stadt in den Subregionen Cávado, Alto Minho, Douro und Terras de Trás-os-Montes.
| Position | Stadt                  | Kreis                  | Bevölkerung (2021) | Bevölkerungs- dichte pro km2 | Fläche (km2) | Subregion                |
| -------- | ---------------------- | ---------------------- | ------------------ | ---------------------------- | ------------ | ------------------------ |
| 1°       | Porto                  | Porto                  | 237.591            | 5.165                        | 168,46       | Metropolregion Porto     |
| 2°       | Vila Nova de Gaia      | Vila Nova de Gaia      | 186.502            | 3.351                        | 56,22        | Metropolregion Porto     |
| 3°       | Braga                  | Braga                  | 144.362            | 2.351                        | 61,38        | Cávado                   |
| 4°       | Gondomar               | Gondomar               | 69.172             | 1.797                        | 47,40        | Metropolregion Porto     |
| 5°       | Rio Tinto              | Gondomar               | 65.473             | 4.353                        | 15,04        | Metropolregion Porto     |
| 6°       | Póvoa de Varzim        | Póvoa de Varzim        | 49.690             | 1.700                        | 29,24        | Metropolregion Porto     |
| 7°       | Matosinhos             | Matosinhos             | 49.046             | 4.348                        | 11,28        | Metropolregion Porto     |
| 8°       | Maia                   | Maia                   | 40.535             | 3.753                        | 10,80        | Metropolregion Porto     |
| 9°       | Ermesinde              | Valongo                | 39.095             | 5.110                        | 7,65         | Metropolregion Porto     |
| 10°      | Guimarães              | Guimarães              | 31.950             | 663                          | 48,19        | Ave                      |
| 11°      | Vila do Conde          | Vila do Conde          | 31.699             | 3.545                        | 8,94         | Metropolregion Porto     |
| 12°      | São Mamede de Infesta  | Matosinhos             | 28.819             | 5.531                        | 5,21         | Metropolregion Porto     |
| 13°      | Valongo                | Valongo                | 25.883             | 1.073                        | 24,10        | Metropolregion Porto     |
| 14°      | Viana do Castelo       | Viana do Castelo       | 25.158             | 2.121                        | 11,86        | Alto Minho               |
| 15°      | Vila Real              | Vila Real              | 24.112             | 1.471                        | 16,39        | Douro                    |
| 16°      | Vila Nova de Famalicão | Vila Nova de Famalicão | 23.230             | 2.028                        | 11,45        | Ave                      |
| 17°      | Bragança               | Bragança               | 22.693             | 6.35                         | 35,69        | Terras de Trás-os-Montes |
| 18°      | São João da Madeira    | São João da Madeira    | 22.144             | 2.788                        | 7,94         | Metropolregion Porto     |
| 19°      | Trofa                  | Trofa                  | 21.375             | 777                          | 27,48        | Metropolregion Porto     |
| 20°      | Senhora da Hora        | Matosinhos             | 21.019             | 5.531                        | 3,80         | Metropolregion Porto     |

### Gemeinden
Die Region Norte besteht mit ihren 86 Kreisen aus 1.426 Gemeinden. Die folgenden Listen zeigen alle Gemeinden, aufgelistet und geordnet, für jede der acht Subregionen der Region.
- Liste der Gemeinden von Alto Minho
- Liste der Gemeinden von Alto Tâmega
- Liste der Gemeinden der Metropolregion Porto
- Liste der Gemeinden von Ave
- Liste der Gemeinden von Cávado
- Liste der Gemeinden von Douro
- Liste der Gemeinden von Tâmega e Sousa
- Liste der Gemeinden von Terras de Trás-os-Montes

## Wirtschaft

### Vergleich mit dem Rest des Landes
Auf die Region Norte entfallen rund 39 % der nationalen Exporte und 29 % der nationalen Wirtschaft. Dank guter Infrastrukturen hat sie sich zu einer wettbewerbsfähigen Region entwickelt und verfügt über ein qualifiziertes Netz von Wissenschafts- und Technologieinfrastrukturen. Die Region Norte hat, nach der Metropolregion Lissabon, die zweitgrößte regionale Wirtschaft in Portugal. Obwohl sie die zweitreichste Region des Landes ist, ist sie heute die Region mit der geringsten Kaufkraft und dem niedrigsten Einkommen aller sieben nationalen Regionen. Im Jahr 2019 beträgt der Unterschied im Einkommen pro Einwohner zwischen der Region Norte und der Metropolregion Lissabon rund 9.000 Euro.

### Finanzkrise
Obwohl die Region von der weltweiten Rezession im Jahr 2009 und von der Krise in der Eurozone in den Jahren 2011 und 2012 betroffen war, war sie die einzige Region auf der gesamten Iberischen Halbinsel, die zwischen 2007 und 2015 ihr PIB pro Kopf in Kaufkraftstandards (KKS) im Vergleich zum Durchschnitt der 28 Länder der Europäischen Union nach NUTS-2-Regionen steigern konnte. Während das BIP der Region 2010 zum ersten Mal die 50-Milliarden-Euro-Marke überschritt, sank es 2012 aufgrund der Krise auf 48,3 Milliarden Euro. Erst 2014 gelang es der Region, 50 Milliarden Euro zurückzugewinnen, und dank des starken Wirtschaftswachstums erreichte sie innerhalb von vier Jahren 60 Milliarden Euro. Das BIP pro Kopf sank von 13.700 Euro im Jahr 2010 auf 13.149 Euro im Jahr 2012, erreichte aber dank des starken Wirtschaftswachstums im Jahr 2018 17.000 Euro, wodurch sich das Einkommen jedes Einwohners innerhalb von sechs Jahren um 4.000 Euro erhöhte.

### Bruttoinlandsprodukt
Im Laufe der Jahre ist das Bruttoinlandsprodukt der Region Norte, durch den Beitritt zur Europäischen Union und durch Investitionen in Industrie, Tourismus, Bildung und Infrastruktur, gewachsen.

#### BIP-Leistungsbilanz der Region Norte
Die Daten für die Jahre 2009 und 2019 zeigen, dass das BIP in der Region Norte um 29 % gestiegen ist, von 49,2 Milliarden Euro im Jahr 2009 auf 63,5 Milliarden Euro im Jahr 2019. Im Laufe der Jahre ist das BIP der Region zurückgegangen, beispielsweise in den Jahren 2011 und 2012, als ein Rückgang von fast 5 % verzeichnet wurde. Der Grund für den wirtschaftlichen Niedergang war die Finanzkrise. Im Vergleich zu den nationalen BIP-Daten hat die regionale Wirtschaft des Nordens im Laufe der Jahre immer mehr an Bedeutung gewonnen. Im Jahr 2016 stammte der in Portugal produzierte Reichtum zu 26,7 % aus der Region Norte. Seitdem haben die anderen sechs Regionen Portugals einen immer größeren Anteil am nationalen BIP und sind untereinander wettbewerbsfähiger geworden.
| Jahr                 | 2001   | 2009    | 2010   | 2011   | 2012   | 2013   | 2014   | 2015   | 2016   | 2017   | 2018   | 2019   | 2020   |
| -------------------- | ------ | ------- | ------ | ------ | ------ | ------ | ------ | ------ | ------ | ------ | ------ | ------ | ------ |
| BIP                  | 39,2   | 49,2    | 50,7   | 49,8   | 48,3   | 49,4   | 50,8   | 52,8   | 55,1   | 57,6   | 60,9   | 63,5   | 60,3   |
| Wachstum             | x      | +25,5 % | +3 %   | −1,8 % | −3 %   | +2,2 % | +2,8 % | +3,9 % | +4,3 % | +4,5 % | +5,7 % | +4,2 % | −5 %   |
| % des nationalen BIP | 32,3 % | 20,4 %  | 21,3 % | 20,3 % | 22,3 % | 21,8 % | 22,1 % | 26,5 % | 26,7 % | 26,1 % | 25,1 % | 26,5 % | 26,1 % |

#### BIP nach Sub-Regionen
Das Bruttoinlandsprodukt (BIP) der Region Norte belief sich 2019 auf 63,524 Milliarden Euro. Damit ist sie die Region mit dem zweithöchsten BIP in Portugal, hinter der Metropolregion Lissabon mit 77,349 Milliarden Euro. Die größten Volkswirtschaften der Region Norte befinden sich in der Metropolregion Porto, Cávado und Ave.
| Platz                | Sub-Region                  | PIB (2019)          |
| -------------------- | --------------------------- | ------------------- |
| 1.                   | Área Metropolitana do Porto | 34,442 Milliarden € |
| 2.                   | Cávado                      | 7,277 Milliarden €  |
| 3.                   | Ave                         | 7,054 Milliarden €  |
| 5.                   | Alto Minho                  | 3,718 Milliarden €  |
| 4.                   | Tâmega e Sousa              | 5,264 Milliarden €  |
| 6.                   | Douro                       | 2,916 Milliarden €  |
| 8.                   | Alto Tâmega                 | 1,148 Milliarden €  |
| 7.                   | Terras de Trás-os-Montes    | 1,702 Milliarden €  |
| PIB der Region Norte | PIB der Region Norte        | 63,521 Milliarden € |

#### BIP pro Kopf nach Sub-Regionen
Das Bruttoinlandsprodukt pro Kopf (BIP pro Kopf) der Region Norte lag 2019 bei 17.774 Euro und ist damit die Region mit dem niedrigsten BIP pro Kopf in Portugal. Die Regionen mit dem höchsten BIP pro Kopf in Portugal sind die Metropolregion Lissabon, die Algarve und der Alentejo.
| Platz                         | Sub-Region                    | BIP pro Kopf (2019) |
| ----------------------------- | ----------------------------- | ------------------- |
| 1.                            | Área Metropolitana do Porto   | 19.963 €            |
| 2.                            | Cávado                        | 18.006 €            |
| 3.                            | Ave                           | 17.110 €            |
| 4.                            | Alto Minho                    | 16.120 €            |
| 8.                            | Tâmega e Sousa                | 12.634 €            |
| 6.                            | Douro                         | 15.272 €            |
| 7.                            | Alto Tâmega                   | 13.309 €            |
| 5.                            | Terras de Trás-os-Montes      | 15.810 €            |
| BIP pro Kopf der Region Norte | BIP pro Kopf der Region Norte | 17.774 €            |

### Industrie und Exporte
Die Region Norte ist die fünftindustrialisierteste Region der EU-15 und verfügt über eine starke Industrie- und Exportorientierung. Sie kann eine positive regionale Handelsbilanz vorweisen und repräsentiert etwa 45 % der nationalen Exportunternehmen. Die Textilindustrie ist sicherlich der wichtigste Sektor, der zu dieser Aussage beiträgt, aber auch der Maschinen- und Elektromaterialsektor, die Schuhindustrie und gleichzeitig die technologiebasierten Geschäftsbereiche mit einem starken Internationalisierungspotenzial sind bemerkenswert.
Die Region zeichnet sich auch dadurch aus, dass sie an der Atlantikküste der Iberischen Halbinsel den größten internationalen Warenverkehr von und nach der Europäischen Union aufweist, der vom Kai des Hafens Porto de Leixões ausgeht. Die Auszeichnung erstreckt sich auch darauf, dass es in dieser Region einen der besten Flughäfen Europas gibt - den Flughafen Francisco Sá Carneiro, der aufgrund seines Verkehrsaufkommens, seines Einzugsgebiets und seiner Anbindung als der wichtigste Flughafen im Norden der Iberischen Halbinsel gilt. Mit einem Passagieraufkommen von 13.112.453 Passagieren im Jahr 2019 bietet er rund 70 Ziele an. An den Landgrenzen steht Nordportugal an der Spitze des Personenverkehrs zwischen Portugal und Spanien mit Anschluss an das benachbarte Galicien, und die Zahl der ausgehenden und eingehenden Waren in der Region nimmt zu.
Das Unternehmertum im Norden Portugals ist nach wie vor untrennbar mit seinen Unternehmen verbunden, die in einigen Fällen ein internationales Niveau erreicht haben.

### Wissenschaft und Technik
Die Region verfügt heute über Pole der Exzellenz und internationalen Referenz in Forschung und Entwicklung in den verschiedensten wissenschaftlichen und technologischen Bereichen, die sich aus der Spezialisierung ihrer Führungskräfte und der Schaffung von kritischem Kapital in ihren Universitäten und Forschungszentren ergeben. Dieser Trend ist auf die mehr als 100.000 Studenten in der Hochschulbildung zurückzuführen, was auf eine hohe Kapazität zur Bildung von Humankapital hinweist, die in Verbindung mit unternehmerischen und kreativen Fähigkeiten den Norden Portugals zu einer Quelle hervorragender Humanressourcen macht.
Es gibt Forschungszentren, die bereits international akkreditiert sind und von ausländischen Forschern bevorzugt werden. Im Bereich der Gesundheitswissenschaften sind das Institut für Molekular- und Zellbiologie (IBMC), das Institut für Biomedizinische Technik (INEB), das Institut für Pathologie und Immunologie der Universität Porto (IPATIMUP) und das Internationale und Iberische Institut für Nanotechnologie (INL) besonders hervorzuheben. Auf technischer Ebene erreicht die Forschung und Entwicklung am Institut für Polymere und Verbundwerkstoffe und der Forschungsgruppe Biomaterialien, biologisch abbaubare Werkstoffe und Biomimetik von 3B sowie am Institut für Maschinenbau und Industriemanagement (INEGI) ein Referenzniveau. Das Institut für Ingenieurwesen und Systeme und Computer in Porto (INESC Porto) zeichnet sich durch seine Exzellenz im Bereich der Informations- und Kommunikationstechnologien aus.

## Kultur
Der Norden Portugals ist reich an Kultur und künstlerischem Schaffen. Eine Reihe von Kreativ- und Kulturzentren entwickeln sich zu internationalen Marken. Ein Beispiel ist die Casa da Música, eines der besten Beispiele für ein Kompetenzzentrum im Bereich Kunst und Unterhaltung, das den Zugang zu Kultur und Musik demokratisiert. Die Stiftung Serralves, die internationales Ansehen genießt, ist mit ihrem Serralves-Museum für zeitgenössische Kunst ein weiteres kulturelles Referenzzentrum in der Region und im Land. Auch das Kulturzentrum Vila Flor in Guimarães und die Casa das Artes in Vila Nova de Famalicão haben sich durch die Ausrichtung, Programmierung und Förderung verschiedener künstlerischer und kultureller Veranstaltungen von nationaler und internationaler Bedeutung hervorgetan.
Die kulturelle Vitalität ist auch auf die wichtige Rolle zurückzuführen, die die öffentlichen Theater spielen, wie das renovierte Theatro Circo in Braga, das Teatro Nacional São João in Porto, das Teatro Municipal in Vila Real und das Teatro Municipal in Bragança. Das künstlerische und literarische Schaffen ist eines der beständigsten Merkmale der Region. In der Literatur finden sich unter den zahlreichen Schriftstellern Namen wie Miguel Torga und Agustina Bessa-Luís, und in jüngerer Zeit der Gewinner des Camilo-Castelo-Branco-Preises, Manuel Jorge Marmelo, und Valter Hugo Mãe, der mit dem José-Saramago-Preis ausgezeichnet wurde. Im Bereich der Malerei sind unter anderem Júlio Resende und Graça Morais zu nennen. In der Musik die Pianisten Rui Massena, Maria Helena Sá e Costa und Pedro Burmester. In der Architektur wurde die „Schule von Porto“ unter anderem von Fernando Távora, Alcino Soutinho, Souto Moura und Siza Vieira zelebriert, wobei die beiden Letztgenannten bereits mit dem Pritzker-Preis, der weltweit höchsten Auszeichnung für Architektur, ausgezeichnet wurden. Im Bereich des Kinos war der portugiesische Regisseur Manoel de Oliveira einer der renommiertesten und einflussreichsten Autoren der europäischen Kinematografie des 20. und 21. Jahrhunderts, und seine Werke haben die Erinnerung und das Image von Porto, des Alto Douro und des Trás-os-Montes geprägt. Die Mode, die eine nordische Handschrift trägt, hat mit Namen wie Maria Gambina, Nuno Gama, Ana Sousa, Luís Onofre, Katty Xiomara und Micaela Oliveira großes Ansehen erlangt. Ein Prestige, das auch durch die Förderung von zwei großen Veranstaltungen in der Region – Portugal Fashion und Modtissimo – gestützt wird, die dazu beigetragen haben, portugiesische Modeschöpfer auf den Laufstegen der wichtigsten europäischen Modebühnen zu präsentieren.
Galicien und der Norden Portugals haben die offizielle Bewerbung um die Anerkennung als Immaterielles Kulturerbe der Menschheit durch die UNESCO vorangetrieben, um städtische, historische und natürliche Gebiete mit großem Potenzial für Internationalisierung und touristische Nachfrage aufzuwerten. Der Reichtum dieser Region erstreckt sich auf die verschiedenen Kultur- und Sporträume sowie auf die Menschen, die sich in den unterschiedlichsten Bereichen internationalisiert und den Namen der Region Norte, aber auch Portugals, über die Grenzen hinaus bekannt gemacht haben. Das Projekt wird von der galicischen Regierung, verschiedenen galicischen Institutionen und Verbänden sowie von lokalen und regionalen Regierungen und Institutionen im Norden Portugals unterstützt. Die offizielle Bezeichnung lautet „Candidatura de Património Immaterial Galego-Português“.

## Verkehr

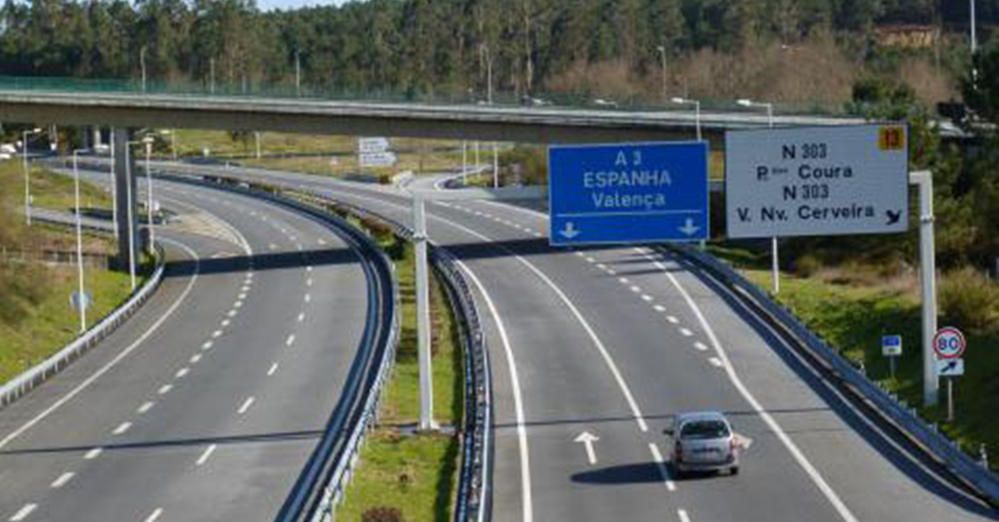
Die Autobahn A3 in der Nähe von Paredes de Coura, in der Subregion Alto Minho

### Autobahnen
Die Region Norte verfügt über ein Autobahnnetz mit einer Gesamtlänge von 960 km innerhalb der Region, das sich von Norden nach Süden, von Westen nach Osten und von der Küste ins Landesinnere erstreckt und sowohl gebührenfreie als auch gebührenpflichtige Strecken aufweist.
Die wichtigsten Autobahnen der Region sind die A1, die die Stadt Porto mit dem Süden der Metropolregion und mit Lissabon verbindet und andere Regionen durchquert, die A3, die die Städte Porto und Braga bis zur spanischen Grenze in Valença verbindet, die A4, die die Stadt Porto, die Küste und das Landesinnere miteinander verbindet, die durch die Subregionen Tâmega e Sousa, Douro und Terras de Trás-os-Montes, bis zur spanischen Grenze in Quintanilha führt, und die A24, die die Stadt Chaves im Alto Tâmega mit der spanischen Grenze verbindet und das Innere der Region bis zur Grenze mit der Region Centro durchquert und bis Viseu verläuft. Es gibt drei Autobahnverbindungen mit Spanien im Norden und Osten der Region und drei Autobahnverbindungen mit der Region Centro im Süden der Region.

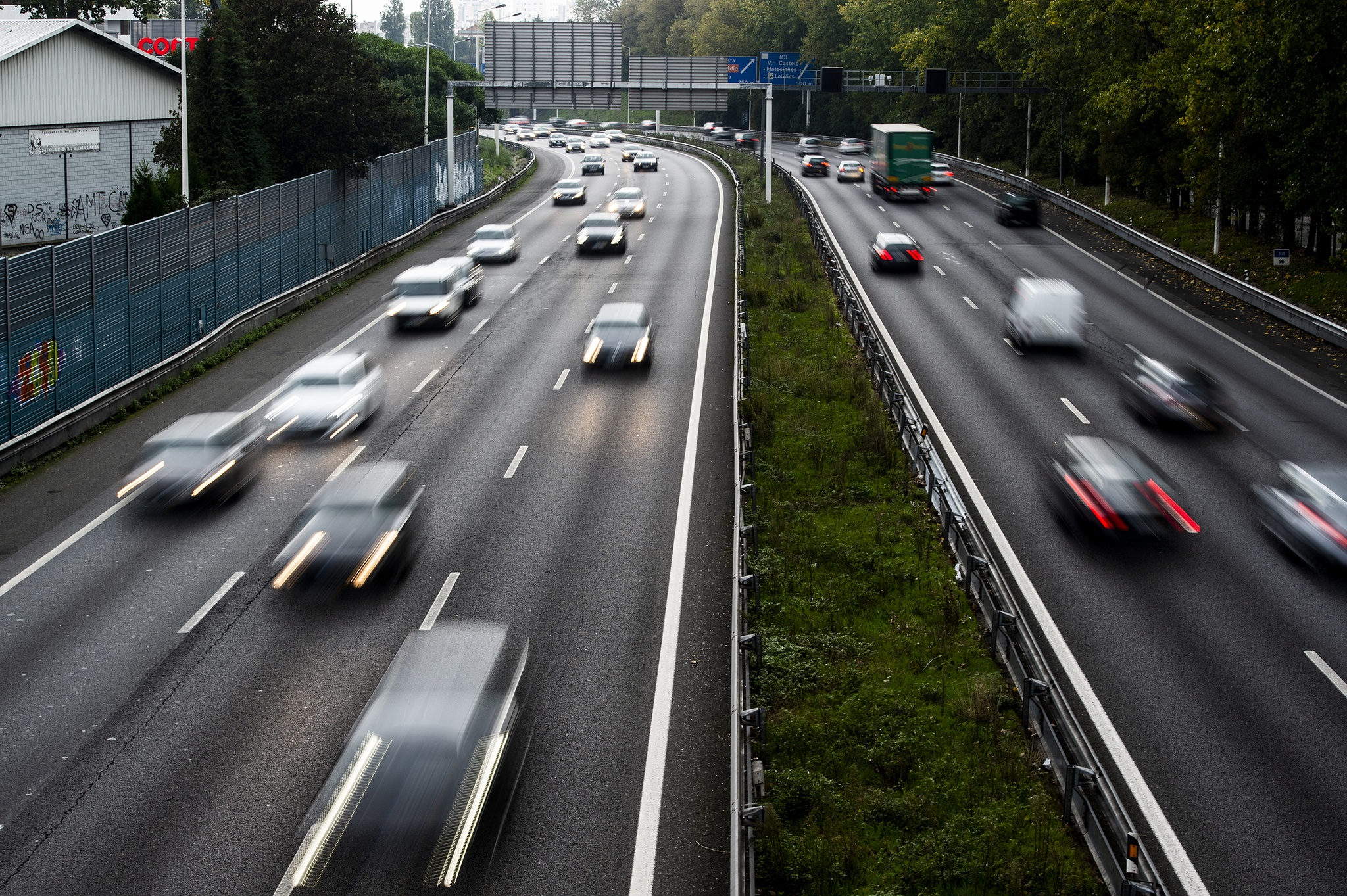
Autobahn A20 in Porto

Es gibt auch andere Autobahnen in der Region, wie die A7, oder auch Gerês-Autobahn genannt, die Vila do Conde, innerhalb der Metropolregion Porto, an der Küste der Region, mit Vila Pouca de Aguiar, im Inneren der Region, in der Subregion Alto Tâmega, verbindet und die nördliche Verbindung von der Küste ins Landesinnere darstellt, parallel zur A4, die die südliche Verbindung zwischen der Küste und dem Landesinneren der Region darstellt. Die A11, oder auch Baixo Minho-Autobahn genannt, verbindet die wichtigsten Städte außerhalb der Metropolregion Porto und bildet somit eine Ringstraße außerhalb der Metropolregion, die die Städte Barcelos, Braga, Guimarães und Penafiel miteinander verbindet. Die A20, oder auch Innere Ringstrasse von Porto genannt, ist die wichtigste Autobahn innerhalb der Stadt Porto, die die Stadt von Westen nach Osten verbindet und den Fluss Douro über die Freixo-Brücke überquert, wodurch auch die Nachbarstadt Vila Nova de Gaia angebunden wird und eine Ringstraße zwischen den beiden Städten entsteht. Die A27, oder auch Limatal-Autobahn genannt, liegt im Norden der Region, in der Subregion des Alto Minho, und verbindet die Küste mit dem Inneren der Subregion, durch die Verbindung zwischen den Städten Viana do Castelo und Ponte de Lima. Die A28, auch Nordküstenautobahn genannt, ist die Autobahn, die die gesamte Nordküste der Region vom Zentrum Portos, über die Städte Póvoa de Varzim und Viana do Castelo, bis nach Caminha erschließt und die Metropolregion Porto mit den Subregionen Cávado und Alto Minho verbindet. Die A29, oder auch Costa da Prata-Autobahn genannt, verbindet die gesamte Südküste der Region, die so genannte Costa da Prata, von Porto bis Aveiro, die bereits zur Region Centro gehört, und durchquert innerhalb der Region südlich von Vila Nova de Gaia und Espinho. Die A32, oder auch Zwischen-Douro-und-Vouga-Autobahn genannt, ist die Autobahn, die die inneren Kreise der Metropolregion Porto mit Porto verbindet. Sie beginnt im Süden von Vila Nova de Gaia, führt durch Santa Maria da Feira und São João da Madeira, bis sie Oliveira de Azeméis und Vale de Cambra erreicht. Die A41, oder auch Äußere Ringstrasse von Porto genannt, verbindet die Städte Matosinhos und Espinho und bildet eine äußere Ringstraße um die Stadt Porto. Die A42, oder auch Douro-Litoral-Autobahn genannt, verbindet das Stadtzentrum zwischen Porto und Felgueiras und führt durch die Städte Lousada und Paços de Ferreira. Die A43, oder auch Ringstrasse von Gondomar genannt, verbindet die Stadt Porto, führt durch den Norden in den Süden des Kreises Gondomar, bis sie die A41 erreicht. Die A44, oder auch Ringstrasse von Vila Nova de Gaia genannt, verbindet den Norden mit dem Süden des Kreises Vila Nova de Gaia und führt durch das Stadtzentrum. Die VRI, oder auch Innere Regional-Autobahn genannt, verbindet den Flughafen Francisco Sá Carneiro mit dem Norden der Stadt Porto.

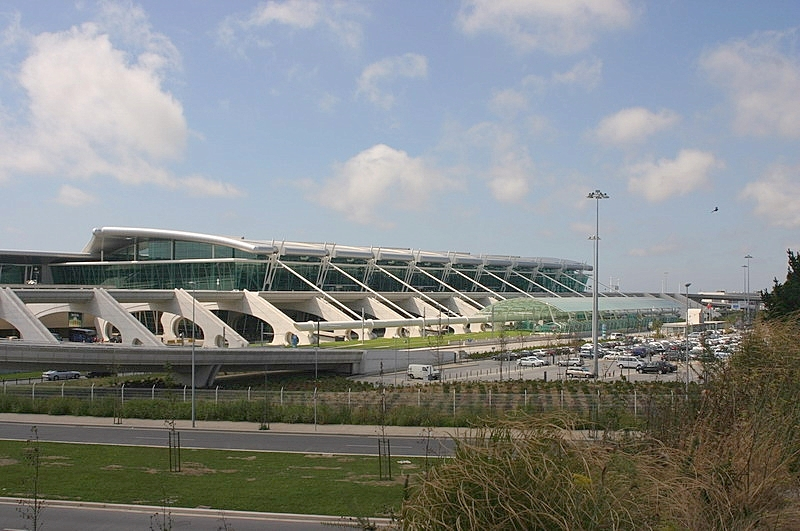
Flughafen Porto

### Flughäfen
Der Flughafen Francisco Sá Carneiro in der Stadt Porto, der am 3. Dezember 1945 eröffnet wurde, ist der größte Flughafen der Region und der zweitgrößte des Landes mit mehr als 13 Millionen Passagieren im Jahr 2019. Der Flughafen hat mehrere Auszeichnungen erhalten, zum Beispiel 2007 als drittbester Flughafen in Europa. Der Flughafen wurde so konzipiert, dass er problemlos erweitert werden kann. Als Reaktion auf den Anstieg der Fluggastzahlen wird die Kapazität des Flughafens von 12 auf 15 Millionen Fluggäste/Jahr und in Zukunft von 15 auf 20 Millionen Fluggäste/Jahr steigen.
Er ist derzeit der beste Flughafen Portugals, was die Terminalfläche angeht. Gemessen am Luftfracht- und Passagieraufkommen ist er der zweitgrößte in Portugal, vor dem Flughafen Faro und hinter dem Flughafen Lissabon. Dieser moderne Flughafen hat einen starken Anstieg der Passagier- und Fluggastzahlen zu verzeichnen, und auch die Zahl der Flugziele nimmt zu, insbesondere auf europäischer Ebene dank der verschiedenen Billigfluggesellschaften Ryanair und EasyJet.
Der Flughafen verfügt über eine hervorragende Infrastruktur, die durch mehrere Autobahnen, Taxis, die Metro Porto und die Stadtbusse von Porto sowie durch Fernbusse, die den Flughafen mit der gesamten Region verbinden, ergänzt wird.

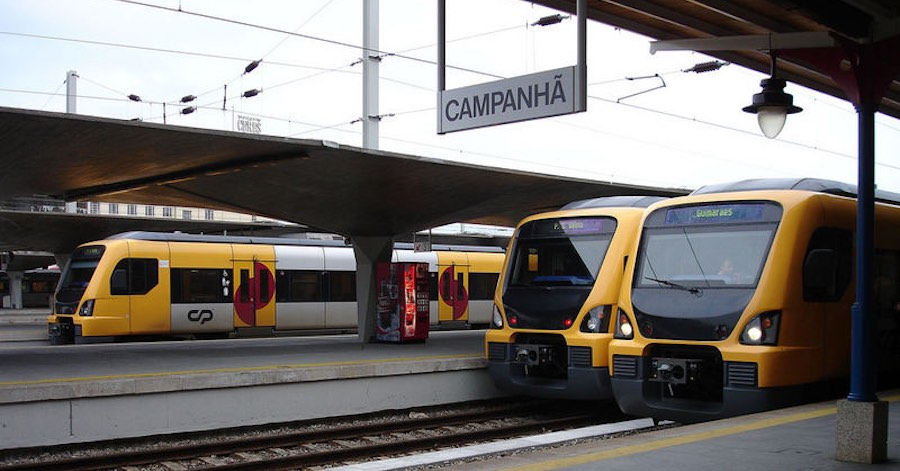
S-Bahn-Züge von Porto am Bahnhof Porto-Campanhã

### Zugverkehr
Die Region Norte verfügt über mehrere Eisenbahnlinien, die verschiedene Punkte der Region mit Porto und mit anderen Regionen verbinden. Die beiden wichtigsten Bahnhöfe der Region befinden sich in der Stadt Porto: der Bahnhof São Bento, von dem die meisten S-Bahn-Züge von Porto und die Regionalzüge abfahren, und der Bahnhof Campanhã, von dem die meisten Fernzüge in den Norden und Süden des Landes abfahren.

#### S-Bahn-Züge
Das S-Bahn-Netz von Porto hat eine Gesamtlänge von über 200 km und bedient mehr als 80 Bahnhöfe mit insgesamt sechs Linien. Es ist das umfangreichste S-Bahn-Netz des Landes, dass das S-Bahn-Netz von Lissabon und Coimbra überholt und das Zentrum von Porto mit verschiedenen Städten in den Subregionen Cávado, Ave, Tâmega e Sousa, die Metropolregion Porto und der Região de Aveiro verbindet, der einzigen Subregion, in der die S-Bahn von Porto verkehrt, ohne zur Region zu gehören. Das Netz verfügt über moderne, elektrisch betriebene Züge, die 2019 mehr als 24 Millionen Fahrgäste beförderten und damit das zweitgrößte S-Bahn-Netz des Landes mit mehr Fahrgästen sind.

#### Regionalzüge
Die Regionalzüge verkehren eher in dünn besiedelten Gebieten oder dort, wo es keine Verbindungen mit der S-Bahn gibt: zwischen Valença, Viana do Castelo und Nine auf der Linha do Minho, zwischen Porto und Pocinho auf der Linha do Douro, entlang des Flusses Douro, oder zwischen Espinho und Oliveira de Azeméis auf der Linha do Vouga.

#### Fernverkehr
Die Fernverkehrszüge, Intercity und Alfa Pendular, verbinden die Städte Braga und Guimarães, über andere Städte in den Subregionen Cávado und Ave bis nach Porto, von wo aus sie weiter nach Lissabon oder Faro, an die Algarve, fahren.

## Tourismus
Der Norden Portugals ist eines der touristischen Ziele, die ein hohes Potenzial für internes und externes Wachstum aufweisen. Sie wurde von verschiedenen ausländischen Organisationen in mehreren aufeinander folgenden Jahren als bestes europäisches Reiseziel ausgezeichnet und verzeichnet steigende Besucherzahlen.
Unter den verschiedenen touristischen Anziehungspunkten ragen die von der UNESCO als Weltkulturerbe eingestuften Orte heraus. Erstens, das Historische Zentrum von Porto, 1996, für die Erhaltung von tausendjährigen Gebäuden mit kultureller und kommerzieller Tradition. 1998 wurden die Felsgravuren von Foz Côa von der UNESCO als die weltweit größte Sammlung prähistorischer Gravuren in freier Natur ausgezeichnet. Im Jahr 2001 wurden das historische Zentrum von Guimarães und die Weinregion Alto Douro als „lebendige, sich entwickelnde Kulturlandschaft“ anerkannt, in der einer der bemerkenswertesten Weine der Menschheitsgeschichte entstand: der Portwein, und die als älteste abgegrenzte Region der Welt gilt.
Im Norden umfasst das touristische Angebot auch die Entdeckung der wachsenden Zahl von Produkten mit Herkunftsbezeichnung. Neben Weinen gibt es Olivenöl, Wurstwaren, Honig und andere landwirtschaftliche Produkte sowie Klöppelspitzen und Filigranarbeiten und andere handwerkliche Erzeugnisse, die sich durch Qualität und Authentizität auszeichnen. Der große Wert des Erbes und der Kultur, die mit diesen Produkten verbunden sind, hat sogar zur Schaffung thematischer Werbeinstrumente geführt, wie im Fall der Portweinstraße, der Grünen Weinstraße und der Trás-os-Montes-Olivenölstraße.
Qualitätstourismus in ständigem Wachstum, basierend auf der reichhaltigen Gastronomie und dem breiten Angebot an Freizeit- und Sportaktivitäten im Freien, die zu einem größeren Angebot an Abenteuer-, Umwelt- und Naturtourismus beitragen. In diesem Sinne verfügt die Region über zwei Geoparks – den Geopark Arouca und den Geopark Terras de Cavaleiros –, die für ihr außergewöhnliches geologisches Erbe von internationaler Bedeutung anerkannt sind, verbunden mit einer umfassenden Strategie für nachhaltige Entwicklung. Das Vorhandensein eines bedeutenden Prozentsatzes von Gebieten, die unter ein Naturschutzgesetz fallen, definiert die Region ebenfalls. Dies gilt für den Nationalpark Peneda-Gerês und die Naturparks wie Montesinho, Alvão und Douro International.